# Lake Tapawingo
Lake Tapawingo és una població dels Estats Units a l'estat de Missouri. Segons el cens del 2000 tenia 843 habitants.

## Demografia
Segons el cens del 2000, Lake Tapawingo tenia 843 habitants, 350 habitatges, i 259 famílies. La densitat de població era de 957,3 habitants per km².
Dels 350 habitatges en un 22,3% hi vivien nens de menys de 18 anys, en un 67,7% hi vivien parelles casades, en un 4,6% dones solteres, i en un 26% no eren unitats familiars. En el 20,6% dels habitatges hi vivien persones soles el 6,9% de les quals corresponia a persones de 65 anys o més que vivien soles. El nombre mitjà de persones vivint en cada habitatge era de 2,41 i el nombre mitjà de persones que vivien en cada família era de 2,79.
Per edats la població es repartia de la següent manera: un 19,6% tenia menys de 18 anys, un 5,5% entre 18 i 24, un 20,5% entre 25 i 44, un 38,2% de 45 a 60 i un 16,3% 65 anys o més.
L'edat mediana era de 47 anys. Per cada 100 dones de 18 o més anys hi havia 96 homes.
La renda mediana per habitatge era de 73.500 $ i la renda mediana per família de 77.493 $. Els homes tenien una renda mediana de 52.708 $ mentre que les dones 31.518 $. La renda per capita de la població era de 32.141 $. Entorn del 2,6% de les famílies i el 3,3% de la població estaven per davall del llindar de pobresa.

## Poblacions més properes
El següent diagrama mostra les poblacions més properes.